# Marine Air Control Group 38
Le Marine Air Control Group 38 (MACG-38) est une unité de commandement et de contrôle de l'aviation de United States Marine Corps  basée à la Marine Corps Air Station Miramar en Californie qui est actuellement composée de quatre escadrons et d'un bataillon qui fournissent le quartier général tactique de la 3rd Marine Aircraft Wing, et le contrôle procédural des aéronefs et soutien de la défense aérienne du I Marine Expeditionary Force.

## Mission
Fournir un Marine Air Command and Control System (en) (MACCS) organisé en tâches afin de permettre les différentes fonctions de l'aviation maritime à l'appui de l'élément de combat de l'aviation du MAGTF.

## Unités subordonnées
- 3rd Low Altitude Air Defense Battalion (en)
- Marine Air Control Squadron 1 (en)
- Marine Air Support Squadron 3 (en)
- Marine Wing Communications Squadron 38 (en)
- Marine Wing Support Squadron 371 (en)

## Historique

### Origine
Le Marine Air Control Group 3 a été mis en service le 28 mars 1951 à la Marine Corps Air Station El Toro, en Californie. Le groupe a été formé pendant la guerre de Corée pour remplacer le Marine Air Control Group 2 (en) qui s'est déployé en Corée du Sud en mars et avril 1951. Après la fin de la guerre de Corée et une restructuration au sein de l'aviation du Corps des Marines, le MACG-3 a été mis hors service le 31 décembre 1955. Il a été réactivé le 1er septembre 1967 au MCAS El Toro et il est toujours en fonction.